# نماصه (روستا)
 نماصه (در عربی:  النَماصَة )
نام روستایی است در دهستان المَذاب از توابع استان صَعده در کشور یمن در شبه جزیره عربستان.

## جمعیت
جمعیت آن (۵۵ ) نفر (۶ خانوار) می‌باشد.